# Seweryn Franciszek Czetwertyński-Światopełk
Seweryn Franciszek Czetwertyński-Światopełk (18 avril 1873, Varsovie - 19 juin 1945, Édinbourg), est un homme politique polonais.

## Sources
- (en) Cet article est partiellement ou en totalité issu de l’article de Wikipédia en anglais intitulé « Seweryn Franciszek Czetwertyński-Światopełk » (voir la liste des auteurs).